# Судан на летних Олимпийских играх 2000
Судан принимал участие в Летних Олимпийских играх 2000 года в Сиднее (Австралия) в восьмой раз за свою историю, но не завоевал ни одной медали. Сборную страны представляла 1 женщина.